# Isabella Borgia Enriquez
Isabella Borgia Enriquez (in spagnolo Isabel de Borja y Enríquez; in catalano Isabel Borja Enríquez), nota anche col nome religioso di Francesca di Gesù (in spagnolo Francisca de Jesus, in catalano Francesca de Jesus) (Gandía, 5 gennaio 1498 – Valladolid, 28 ottobre 1557) è stata una nobildonna, religiosa e scrittrice spagnola di origini italiane, figlia di Giovanni Borgia, II duca di Gandia (figlio di Papa Alessandro VI e Vannozza Cattanei) e Maria Enriquez de Luna. Fu badessa del Convento di Santa Clara di Gandia e zia di San Francesco Borgia.

## Biografia
Isabella Borgia Enriquez nacque il 5 gennaio 1498 a Gandia, in Spagna. Era figlia di Giovanni Borgia, II Duca di Gandia, figlio illegittimo di papa Alessandro VI, morto assassinato per mano di ignoti sei mesi prima della sua nascita, e di Maria Enriquez de Luna, nobildonna spagnola. Aveva un fratello maggiore, Juan Borgia Enriquez, III Duca di Gandia.
Crebbe in Spagna sotto la tutela della madre e senza nessun contatto con la famiglia paterna, dal momento che Maria incolpava della morte del marito il cognato Cesare Borgia, e accusava Alessandro VI di aver volutamente insabbiato il fratricidio. Isabella ebbe una solida formazione umanistica, che la portò ad avere un'approfondita conoscenza del latino, del greco, delle opere classiche e dei testi religiosi e agiografici. Superata la prima infanzia, venne affidata al Monastero di Las Descalzas, fondato a Gandia dalle seguaci di Santa Coletta, in attesa che le venisse trovato marito. Tuttavia, quando ricevette notizia del suo fidanzamento con l'erede del Ducato di Segorbe rese invece nota la sua volontà di prendere i voti, cosa che fece nel 1512 col nome di Francesca di Gesù, dopo un anno di noviziato. Com'era consuetudine per le novizie benestanti, per il suo ingresso fece una generosa donazione, pari a 1.500 ducati d'argento. Inizialmente, la badessa del convento rifiutò a Isabella la possibilità del noviziato, temendo che sua madre Maria avrebbe potuto adirarsi per il matrimonio mancato, e le intimò di tornare a casa, ma Isabella rifiutò con la forza di lasciare il convento e riuscì, con la sua perseveranza, a convincere la madre ad acconsentire alla sua volontà.
Secondo le consorelle, era una donna di grandi virtù, elegante, gentile, composta e piacevole, capace di consigliare con discrezione e di conversare amabilmente con chiunque. Si distingueva anche per la sua devozione al Sacro Cuore di Gesù.
Nel 1533 fu nominata badessa del Convento di Santa Clara di Gandía, carica che mantenne fino al 1548, quando decise di viaggiare per la Spagna per predicare, scrivere e fondare nuovi conventi. Fu fondamentale nella decisione di sua madre, e in seguito delle sue cinque nipoti, figlie di suo fratello Juan, di prendere a loro volta i voti (coi nomi di Maria della Croce, Giovanna Evangelista, Giovanna Battista, Maria Gabriela e Giovanna della Croce) al seguito di loro fratello Francesco Borgia, alle quali si unì anche Dorotea, figlia di Francesco. Isabella ordinò personalmente la madre, le nipoti e Dorotea.  

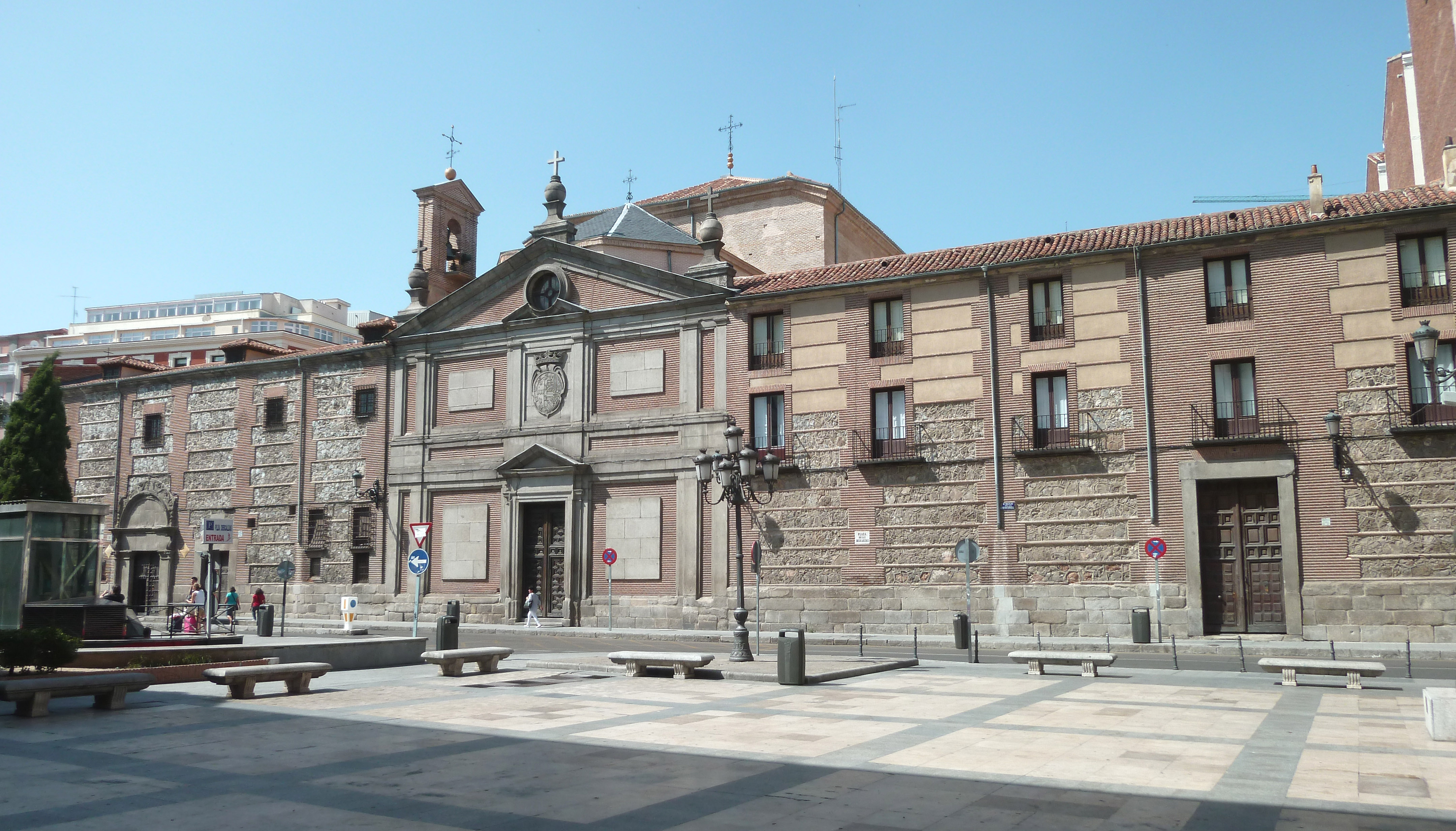
Monastero di Las Descalzas a Madrid

Isabella morì a Valladolid il 28 ottobre 1557, mentre lavorava, insieme a Giovanna d'Asburgo, che aveva chiesto la sua collaborazione per fondare un monastero in cui ritirarsi, alla costruzione di Descalzas Reales a Madrid.
Dopo lunghe dispute per il possesso del suo corpo a causa della possibilità che venisse santificata, venne infine sepolta nel locale convento di San Francesco.

## Scritti
Oltre al suo epistolario, è giunto fino a noi una raccolta di Esortazioni Spirituali, destinate alle suore, stampate a Madrid nel 1616, e un trattatello religioso, De la imagen de Dios borrada, que es el alma del pecador, pubblicato insieme agli scritti di suo nipote San Francesco Borgia.

## Ascendenza
|                              |                              |                                | Genitori                        |  |  | Nonni |  |  | Bisnonni                         |  |  | Trisnonni                       |  |
|                              |                              |                                |                                 |  |  |       |  |  | Jofré Llançol de Borja y Escrivà |  |  | Rodrigo Gil de Borja y Fennolet |  |
|                              |                              |                                |                                 |  |  |       |  |  | Jofré Llançol de Borja y Escrivà |  |  | Rodrigo Gil de Borja y Fennolet |  |
|                              |                              | Sibilia de Escrivà y Pròixita  |                                 |  |  |       |  |  | Jofré Llançol de Borja y Escrivà |  |  |                                 |  |
| Papa Alessandro VI           |                              |                                |                                 |  |  |       |  |  | Jofré Llançol de Borja y Escrivà |  |  |                                 |  |
|                              |                              | Isabel de Borja y Cavanilles   | Juan Domingo de Borja y Doncel  |  |  |       |  |  |                                  |  |  |                                 |  |
|                              |                              | Isabel de Borja y Cavanilles   | Juan Domingo de Borja y Doncel  |  |  |       |  |  |                                  |  |  |                                 |  |
|                              |                              | Isabel de Borja y Cavanilles   | Francina Marti Llançol          |  |  |       |  |  |                                  |  |  |                                 |  |
| Giovanni Borgia              |                              | Isabel de Borja y Cavanilles   |                                 |  |  |       |  |  |                                  |  |  |                                 |  |
|                              |                              | Giacomo Cattanei di Candia     | …                               |  |  |       |  |  |                                  |  |  |                                 |  |
|                              |                              | Giacomo Cattanei di Candia     | …                               |  |  |       |  |  |                                  |  |  |                                 |  |
|                              |                              | Giacomo Cattanei di Candia     | …                               |  |  |       |  |  |                                  |  |  |                                 |  |
| Vannozza Cattanei            |                              | Giacomo Cattanei di Candia     |                                 |  |  |       |  |  |                                  |  |  |                                 |  |
|                              |                              | Menica                         | …                               |  |  |       |  |  |                                  |  |  |                                 |  |
|                              |                              | Menica                         | …                               |  |  |       |  |  |                                  |  |  |                                 |  |
|                              |                              | Menica                         | …                               |  |  |       |  |  |                                  |  |  |                                 |  |
| Isabella Borgia Enriquez     |                              | Menica                         |                                 |  |  |       |  |  |                                  |  |  |                                 |  |
|                              | Fadrique Enríquez de Mendoza | Alfonso Enríquez               |                                 |  |  |       |  |  |                                  |  |  |                                 |  |
|                              | Fadrique Enríquez de Mendoza | Alfonso Enríquez               |                                 |  |  |       |  |  |                                  |  |  |                                 |  |
|                              | Fadrique Enríquez de Mendoza | Juana de Mendoza y Ayala       |                                 |  |  |       |  |  |                                  |  |  |                                 |  |
| Enrique Enríquez de Quiñones | Fadrique Enríquez de Mendoza |                                |                                 |  |  |       |  |  |                                  |  |  |                                 |  |
|                              |                              | Teresa Fernández y de Quiñonès | Diego Fernández de Quiñones     |  |  |       |  |  |                                  |  |  |                                 |  |
|                              |                              | Teresa Fernández y de Quiñonès | Diego Fernández de Quiñones     |  |  |       |  |  |                                  |  |  |                                 |  |
|                              |                              | Teresa Fernández y de Quiñonès | María de Toledo y Ayala         |  |  |       |  |  |                                  |  |  |                                 |  |
| María Enríquez de Luna       |                              | Teresa Fernández y de Quiñonès |                                 |  |  |       |  |  |                                  |  |  |                                 |  |
|                              |                              | Pedro de Luna y Manoel         | Álvaro de Luna                  |  |  |       |  |  |                                  |  |  |                                 |  |
|                              |                              | Pedro de Luna y Manoel         | Álvaro de Luna                  |  |  |       |  |  |                                  |  |  |                                 |  |
|                              |                              | Pedro de Luna y Manoel         | Margarita Manuel                |  |  |       |  |  |                                  |  |  |                                 |  |
| Maria de Luna y Herrera      |                              | Pedro de Luna y Manoel         |                                 |  |  |       |  |  |                                  |  |  |                                 |  |
|                              |                              | Elvira de Herrera y Ayala      | Pedro García de Herrera y Rojas |  |  |       |  |  |                                  |  |  |                                 |  |
|                              |                              | Elvira de Herrera y Ayala      | Pedro García de Herrera y Rojas |  |  |       |  |  |                                  |  |  |                                 |  |
|                              |                              | Elvira de Herrera y Ayala      | María de Ayala y Sarmiento      |  |  |       |  |  |                                  |  |  |                                 |  |
|                              |                              | Elvira de Herrera y Ayala      |                                 |  |  |       |  |  |                                  |  |  |                                 |  |